# Лустовка
Лустовка (рус. Лустовка), током 19. века позната по финском називу Лустова (фин. Lustowa) река је на северозападу европског дела Руске Федерације. Протиче преко територије Тосњенског рејона Лењинградске области . Лева је притока реке Тосне и део сливног подручја реке Неве и Балтичког мора.
Свој ток започиње као отока Кауштинске мочваре на надморској висини од 60 метара, тече у смеру југоистока и након 25 km тока улива се у реку Тосну као њена лева притока (на надморској висини од 29 метара). Просечан пад корита је око 0,94 метара по километру тока, ширина реке је од 2 до 7 метара. Њена најважнјија притока је река Сердце (дужине 16 km). Карактеристична је по редовним поплавама приобалне равнице током пролећног поводња.
Богата је рибом, нарочито смуђем, штуком, девериком и кленом. У реци обитавају и популације даброва и видри.